# Timbres du Danemark 2007
Cet article recense les timbres  émis en 2007 par Post Danmark, la poste danoise.

## Généralités
Les émissions portent la mention « Danmark » et une valeur faciale libellée en couronne danoise (DKK).

### Tarifs
Les tarifs sont modifiés le 2 janvier 2007. Voici les tarifs réalisables en utilisant un timbre, un carnet entier ou un bloc émis en 2007.
Tarifs intérieurs :
- 4,50 DKK : lettre économique standardisée de moins de 50 grammes.
- 4,75 DKK : lettre standardisée de moins de 50 grammes.
- 6 DKK : lettre non standardisée de moins de 50 grammes.
- 8,25 DKK : lettre non standardisée de 50 à 100 grammes.
- 10,25 DKK : lettre grand format de 50 à 100 grammes.
- 13,50 DKK : lettre non standardisée de 100 à 250 grammes.
- 17,50 DKK : lettre grand format de 100 à 250 grammes.
- 60 DKK (carnet « Bogø 1989 ») : lettre recommandée non standardisée de moins de 50 grammes.

Tarifs vers les autres territoires danois (îles Féroé et Groenland) :
- 7,25 DKK : lettre standardisée de moins de 50 grammes.
- 48 DKK : lettre grand format de 250 à 500 grammes.

Tarifs vers l'étranger :
- 7,25 DKK : lettre standardisée de moins de 50 grammes vers l'Europe.
- 8,25 DKK : lettre standardisée de moins de 50 grammes vers le reste du monde.
- 13,50 DKK : lettre non standardisée de moins de 50 grammes vers le reste du monde.
- 48 DKK (bloc « Bogø 1989 ») : lettre grand format de 250 à 500 grammes vers l'Europe.

## Légende
Pour chaque timbre, le texte rapporte les informations suivantes :
- date d'émission, valeur faciale et description,
- formes de vente,
- artistes concepteurs et genèse du projet,
- manifestation premier jour,
- date de retrait, tirage et chiffres de vente,

ainsi que les informations utiles pour une émission donnée.

## Janvier

### Petites armoiries nationales
Le 2 janvier, pour correspondre aux nouveaux tarifs postaux, sont émis deux timbres d'usage courant de 13,50 DKK vert et de 17,50 DKK violet au type Petites armoiries nationales (trois lions héraldiques entourés de neuf cœurs). En usage depuis 1946, l'illustration employée est cependant la gravure de 2004 : le fond est fait de lignes diagonales.
Le dessin original de Primus Nielsen est gravé par Martin Mörck. Chaque timbre mesure 2,36 × 2,02 cm et est imprimé en taille-douce en feuille de cent unités.
Le cachet premier jour représente les neuf cœurs visibles sur les armoiries, assemblées régulièrement en un carré de trois symboles de côté.

### L'Année polaire internationale
Le 10 janvier, dans le cadre d'une émission conjointe avec le Canada, les États-Unis, la Finlande, le Groenland, l'Islande, la Norvège et la Suède, sont émis deux timbres de 7,25 et 13,50 couronnes à l'occasion de l'Année polaire internationale de 2007-2008 (Det internationale polarår), au cours de laquelle plusieurs expéditions scientifiques ont lieu en Arctique et en Antarctique. Les deux timbres illustrent deux axes de recherches des équipes danoises. Le 7,25 DKK se consacre aux recherches sur les cultures du Groenland (Møde mellen kulturer, littéralement « rencontre entre cultures ») ; trois sculptures représentant un être humain montrent la simultanéité de trois peuples vers 1200 : à gauche, une réalisation en bois d'origine norroise ; au centre, issu d'une dent de morse, une sculpture de six centimètres de haut de la culture de Dorset ; et à droite, de la culture de Thulé, l'être humain est le manche d'un outil obtenu dans une dent de morse. Le 13,50 DKK présente la scanographie laser de la glace de l'océan Arctique (Laserscanning af havisen) que réalise le Centre spatial du Danemark à l'aide d'un avion Twin Otter de la compagnie Air Greenland ; la mesure de l'épaisseur de la glace aide l'étude des relations entre celle-ci, le climat local et l'évolution du climat à l'échelle de la planète.
Les photographies des sculptures sont fournies par le Musée national (Naationalmuseet) et celle du Twin Otter provient du Centre spatial du Danemark (Danmarks Rumcenter). Une partie de l'illustration est gravée par Martin Mörck pour une impression en taille-douce, le reste étant réalisé en offset. Les timbres de 3,952 × 2,884 cm sont conditionnés en feuille de quarante exemplaires et en un bloc d'un exemplaires de chaque, illustré sur sa partie droite d'une photographie verticale de la banquise.
Le cachet premier jour est illustré d'un extrait du timbre de 13,50 DKK : l'avion vue de profil effectuant une scanographie à la verticale de la glace. Le sigle « IPY » signifie « International Polar Year », Année polaire internationale en anglais.

### 50 ans au service de la paix
Le 10 janvier, est émis un timbre commémoratif de 4,75 couronnes pour les 50 ans passés par l'armée danoise au service de la paix (50 år i fredens tjeneste), en participant à la Force de maintien de la paix des Nations unies, les « Casques bleus ». L'illustration du timbre est un gros plan sur le regard d'un soldat portant le béret bleu orné de l'emblème de l'Organisation des Nations unies.
Le timbre de 2,888 × 2,884 cm est conçu par Ole Zøfting-Larsen et une partie est gravée par Martin Mörck. Il est imprimé en offset et en taille-douce en feuille de quarante exemplaires.
Le cachet premier jour est orné d'un blason comprenant une croix de Malte, ancien insigne porté sur leurs manches par les Casques bleus.

### Les éoliennes du Danemark
Le 10 janvier, sont émis quatre timbres sur l'évolution des éoliennes au Danemark. L'éolienne de Askov de 1891 représentée sur le 4,50 couronnes marron est celle du physicien Poul La Cour ; cette installation expérimentale fournit de l'électricité à l'École supérieure populaire de Askov où il enseignait. En 1957, à Gedser, Johannes Juul de l'entreprise Sjælland SEAS fait construire l'éolienne visible sur le 4,75 DKK rouge ; elle a servi de modèles aux éoliennes suivantes. Sur le 6 DKK vert, les deux éoliennes de Bogø illustrent le développement de cette énergie au Danemark pendant les années 1970 et 1980, à cause des chocs pétroliers et d'une certaine hostilité à l'énergie nucléaire. Le 8,25 DKK bleu est illustré d'éoliennes du parc éolien maritime de Middelgrunden, inauguré en 2001 au large de Copenhague.
Les timbres de 2,884 × 3,952 cm sont dessinés par Bertil Skov Jørgensen et gravés par Martin Mörck. Ils sont imprimés en taille-douce en feuille de quarante exemplaires. « Gedser 1957 » (4,75 DKK) et « Bogø 1989 » (6 DKK) sont également conditionnés en carnets de dix et en un bloc de huit timbres dont la vignette centrale représente les ailes de ces deux éoliennes et un fond de carte avec leur localisation.
Le cachet premier jour montre une éolienne à six ailes, contre quatre pour celle de Askov et trois pour les suivantes.

### Fondation Prince héritier Frederik et Princesse héritière Mary
Le 10 janvier, est émis un timbre de 4,75 couronnes plus 50 øre de surtaxe au profit de la Fondation du Prince héritier Frederik et de son épouse Mary Donaldson (Kronprins Frederiks og Kronprinsesse Mary Fond). Le timbre les présente entourant leur fils Christian, né en 2005.
La photographie de Steen Evald est gravée par Lars Sjööblom sur un timbre de 3,952 × 2,884 cm imprimé en taille-douce en feuille de quarante.
Le cachet premier jour est centré sur l'émission philatélique annuelle de bienfaisance puisqu'il porte un « +50 ».

## Mars

### 200 ans du Musée national
Le 28 mars, sont émis quatre timbres commémoratifs pour le bicentenaire en mai 2007 du Musée national (Nationalmuseet 200 år), installé à Copenhague. Y sont conservées des pièces archéologiques, comme les deux haches votives (processionsøkser) de l'âge du bronze représentées sur fond vert sur le timbre de 4,75 couronnes. Longues de 46 et de 48 cm, elles pèsent 14 kilogrammes à elles deux. Sur le 6 DKK de fond rouge, une aquamanile (akvamanile), c'est-à-dire d'une carafe d'eau réalisée en forme d'animal, du Moyen Âge représente un lion. En bronze, elle date du XIVe siècle et servait d'aiguière pour les baptêmes dans une église de Fionie. Le troisième timbre de 8,25 DKK est illustré d'un objet de la Renaissance sur un fond jaune : une sphère armillaire (armillasfære) géocentrée qui fut fabriquée à Cologne par Caspar Vopel en 1543. Le musée national comprend également une collection ethnographique dont est extrait le masque (maske) reproduit sur le 10,25 DKK à fond bleu : rapporté de Bornéo dans les années 1920 par un médecin militaire, Povl Winning Toussieng, ce masque était revêtu pour les cérémonies rituelles liées aux semailles et aux moissons.
Les pièces des collections du Musée national du Danemark sont dessinés par Jakob Kühnel et gravés par Lars Sjööblom. Les sujets sont en noir et blanc sur un fond de couleur uni. Les timbres de 2,884 × 3,952 cm sont imprimés en offset et taille-douce en feuille de quarante.
Un carnet de prestige par Jakob Kühnel raconte l'histoire du Musée national et des objets illustrant les timbres. Il contient quatre blocs illustrés comprenant chacun un des timbres de la série, et un cinquième bloc aux quatre types se-tenant verticalement.

### Galathea 3
Le 28 mars, sont émis deux timbres et un bloc les reprenant pour annoncer la fin de l'expédition océanographique Galathea 3, un tour du monde entamé en août 2006 par le Vædderen (le bélier, ancien navire militaire), après celles de 1845-1847 et de 1950-1952. Elle a eu pour but plusieurs projets sur la faune et la flore des océans. Le timbre de 4,75 DKK évoque de manière imagée le périple en montrant le navire voguant sur une Terre composée d'animaux marins, posée sur un fond bleu et noir. Le 7,25 DKK, sur fond noir et jaune, est illustré d'une carte du parcours : depuis l'Europe jusqu'au canal de Panamá ; puis de la côte Pacifique de l'Amérique du Sud au sud de l'Australie avant de retourner au Danemark en passant dans le golfe de Guinée et dans les eaux du Groenland. Sur les deux timbres, le bateau et un satellite de télécommunication sont représentés puisque cette liaison est une des particularités affirmées de l'expédition.
Les timbres de 2,36 × 4,04 cm sont dessinés par Finn Nygaard et gravés par Martin Mörck. Ils sont imprimés en offset et en taille-douce en feuille de cinquante unités. Le bloc reprenant un exemplaire des deux timbres est illustré par Finn Nygaard avec un dessin de plantes et d'animaux marins ; le font est un ciel nocturne étoilé réalisé par le télescope spatial Hubble.

## Juin

### Art philatélique
Le 6 juin, dans la série Art philatélique (Frimærkekunst), sont émis deux timbres reproduisant des peintures. Sur le 4,75 couronnes, un « randonneur se reposant » (Hvilende vandringsmand) est réalisé par l'artiste autodidacte Arne Haugen Sørensen ; ce personnage est un des thèmes réguliers de l'artiste né en 1932. Le 8,25 DKK est illustré par la peinture Trionfale de Seppo Mattinen, né en Finlande en 1930. Il s'est inspiré de la via Triumphalis, une rue de Rome située près de son atelier.
Les œuvres sont mises en page sur des timbres de 4,326 × 5,05 cm imprimés en offset en feuille de vingt exemplaires. Le 4,75 DKK est également émis en un feuillet de neuf avec, sur la vignette centrale, une reproduction d'un autre randonneur de Sørensen.

### Europa: 100 ans du scoutisme
Le 6 juin, dans le cadre de l'émission Europa, sont émis deux timbres sur le thème annuel commun : le centenaire du scoutisme (Spejderbevægelsen 100 år). Un petit groupe de scouts marchent dans la forêt sur le 4,75 DKK et ils accomplissent une veillée autour d'un feu de camp au clair de lune sur le dessin du 7,25 DKK.
Les illustrations sont signées Torben Skov et sont gravées par Martin Mörck pour une impression en offset et taille-douce. Les timbres de 3,952 × 2,884 cm sont conditionnés en feuille de quarante unités. Le 4,75 DKK est également émis en carnet de dix timbres.

## Août

### Nature du Danemark: la dune de Råbjerg Mile
Le 22 août, dans le cadre d'une nouvelle série Nature du Danemark (Danmarks Natur), sont émis quatre timbres sur la faune et la flore de la dune mouvante de Råbjerg Mile, située au nord du Jutland du Nord, dans la péninsule la plus septentrionale du pays. Les animaux sont un papillon, le chiffre (Klitperlemorsommerfugl en danois, Fabriciana niobe en latin) sur le 4,75 couronnes, un coléoptère Cicindela hybrida (Sandspringer) sur le 6 DKK et un lézard des souches (Markfirben, Lacerta agilis) sur le 7,25 DKK. Pour la flore, des pensées sauvages (Klitstedmoderblomst, Viola tricolor) illustrent le timbre de 13,50 DKK.
Les timbres de 3,108 × 2,36 cm sont dessinés et gravés par Martin Mörck pour une impression mixte offset et taille-douce en feuille de cinquante exemplaires. Les quatre timbres sont également émis sous la forme d'un bloc d'un exemplaire de chaque se-tenant. Les timbres « Chiffre » et « Cicindela hybrida » sont également conditionnés en carnets de dix timbres.

### Système métrique 100 ans
Le 22 août, est émis un timbre commémoratif de 4,75 DKK pour le centenaire de l'instauration du système métrique au Danemark, le 4 mai 1907. Sur un fond blanc, deux mains entourent une rangée de chiffres de 0 à 10 ; des graduations rappellent qu'ils servent d'unité de mesure.
Le timbre de 4,4 × 2,36 cm est dessiné par Majken Lundgaard Klok et gravé par Martin Mörck pour une impression en offset et taille-douce en feuille de cinquante exemplaires.
C’est le 4 mai 1907 que le système métriq

## Novembre

### Danois de renom
Le 8 novembre, dans le cadre de la nouvelle série Danois de renom (Store danskere), sont émis quatre timbres sur des artistes danois, avec leur portrait à droite et une illustration rappelant leur art à gauche. Sur le 4,75 DKK, est présenté le pamphlétaire et designer Poul Henningsen (1894-1967) et une de ses créations : une lampe Pomme de pin de 1958. Le musicien et comédien de music-hall Victor Borge (1909-2000, de son vrai nom Børge Rosenbaum) illustre le timbre de 6 DKK avec des touches de piano, instrument dont il jouait pendant ses représentations. Pour le 7,25 DKK, est choisi l'architecte et designer Arne Jacobsen (1902-1971) et son fauteuil Œuf créé pour le SAS Royal Hotel de Copenhague, ouvert en 1961, conçu entièrement par lui depuis le bâtiment jusqu'au mobilier. Enfin, sur le 8,25 DKK, Piet Hein (1906-1996), physicien et auteur de dix mille épigrammes pour le journal Politiken ; il travailla entre autres à l'utilisation de la superellipse dessinée sur le timbre comme élément d'architecture et de design.
Les timbres bicolores de 3,108 × 2,36 cm sont dessinés par Torben Skov d'après photographies pour les portraits et gravés par Lars Sjööblom pour une impression en taille-douce en feuille de cinquante. Le timbre « Poul Henningsen 1894-1967 » est également disponible en un carnet de dix timbres.

### Petites armoiries nationales
Le 8 novembre, est émis un timbre d'usage courant de vingt couronnes bleu foncé au type Petites armoiries nationales, utilisé depuis 1946.
Le timbre de 2,02 × 2,36 cm comprend un dessin créé par Primus Nielsen et regravé en 2004 par Martin Mörck. Il est imprimé en taille-douce en feuille de cent exemplaires.

## Timbres de distributeur
La poste danoise renouvelle chaque année la série de trois illustrations de ses timbres de distributeur, dont la valeur faciale est imprimée par une machine selon la demande de l'usager ou du postier. La valeur possible va de 0,25 couronne à 99,75 DKK, avec une précision de 25 øre. Les trois images se succèdent sur le rouleau débité au fur et à mesure.

### Sépultures préhistoriques
Le 28 mars 2007, sont mis en service trois timbres reproduisant des photographies d'agences des sépultures préhistoriques en pierres : le dolmen de Poskær Stenhus à Mols, celui de Vielsted et un tumulus.
Les timbres autocollants de 3,9 × 2,858 cm sont imprimés en flexographie à partir de photographies de Lars Geil et Fie Johansen fournie par l'agence Scanpix, et de John Jedbo par l'agence Polfoto.

### Ponts danois
Le 22 août, sont mis en service une série d'usage courant de quatre illustrations servant de fond aux timbres de distributeur. Quatre ponts danois, avec présence parfois de bateaux, ont été choisis pour illustrer la série : l'Aggersundbroen, le Knippelsbro, l'Øresundsbron (Øresundsbroen) et le Storstrømsbroen. Sur le côté droit, est imprimé le logotype en couleur, ainsi qu'en noir et blanc de Post Danmark.
Les timbres autocollants de 5,5 × 2,25 cm sont imprimés en flexographie.

### Sources
- La presse philatélique française, notamment leurs pages mensuelles sur les nouvelles émissions dans le monde.
- Site philatélique commercial de la poste du Danemark. Les notices sur les émissions encore en vente existent en quatre langues, dont le français, mais peuvent exister seulement en danois et anglais pour les émissions plus anciennes.